# Hans Makart
Hans Makart (Salzburg, 1840. május 29. — Bécs, 1884. október 3.) osztrák festő. Dekoratív hatású akadémikus festményeivel elkápráztatta a császári főváros pompakedvelő lakóit, sőt az építészetre, az iparművészetre és az öltözködésre is hatott.

## Életpályája
Rajz- és festői tanulmányokat a bécsi akadémián J. Schiffmannál folytatott rövidebb ideig, majd hosszabb időn át a müncheni akadémián Karl von Piloty történeti festőnél tanult. Sokat utazott (London, Párizs, Róma), majd 1866-tól Bécsben élt, 1879-ben a bécsi művészeti akadémia professzora lett. Pompás műtermet tartott fenn Bécsben gazdag megrendelőinek köszönhetően.
Már az 1860-as évek második felétől igen termékeny művész volt, képeivel elkápráztatta a közönséget. Nagy megbecsülésben részesítették, 1879-ben ő szervezhette, rendezhette az uralkodó pár, Ferenc József osztrák császár és magyar király és felesége osztrák császárné, s Erzsébet magyar királyné bécsi ezüst lakodalmát, a díszes menet jelmezei nagy sikert arattak, a magyar bokréta és a magyar kalap is onnan indult hódító útjára.

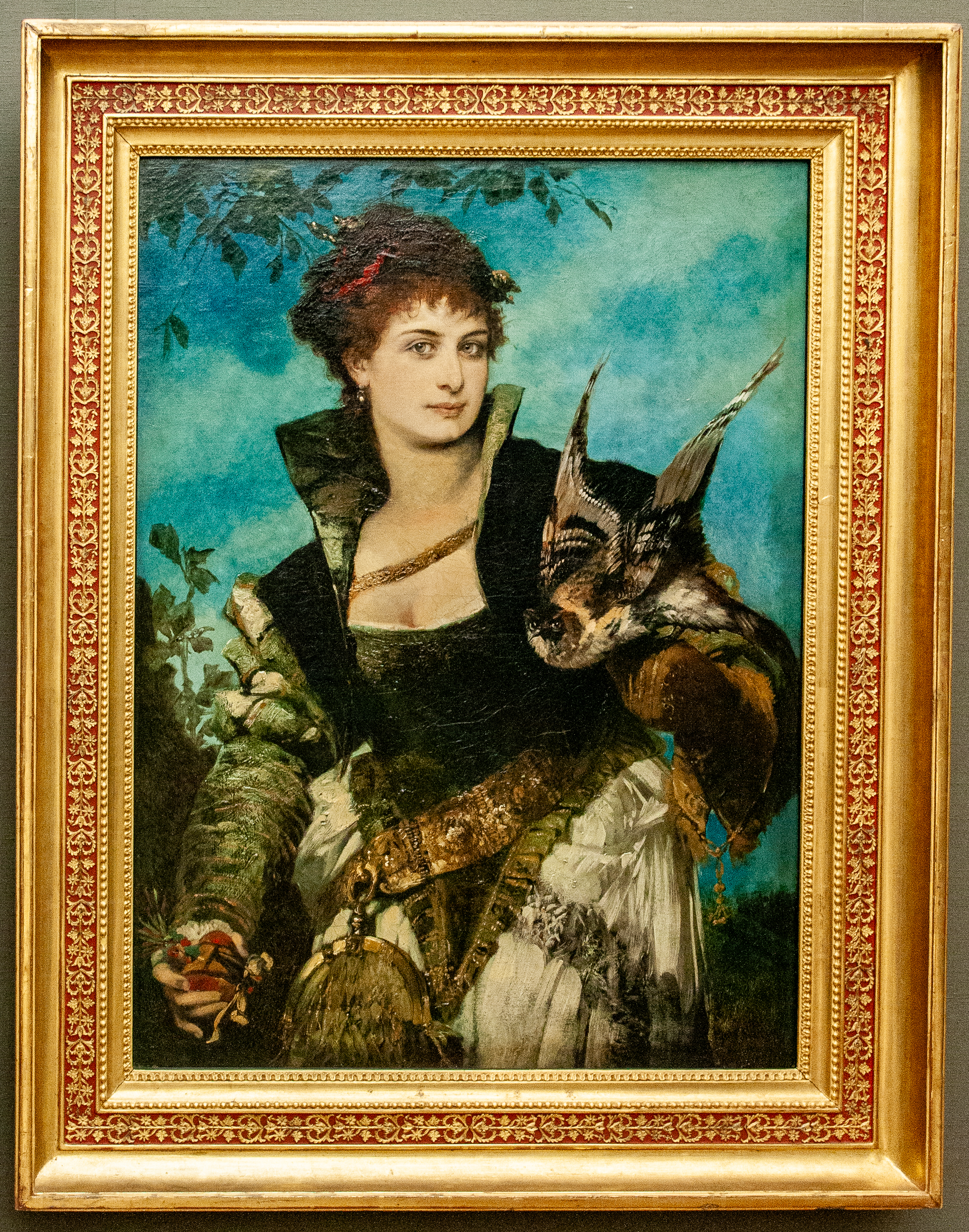
Solymásznő című festménye a Neue Pinakothek képtárában

A reneszánsz, a barokk lett újra felidézve az ő festészetében, s ezzel együtt a látványosság, a kompozícióteremtő készség, az érzékekre való hatás is mind erőssége volt Makart művészetének. Műveinek hatása kultúrtörténeti jelentőségű, a császári főváros egy jellegzetes korszakát tükrözik. Sajnos képei pompás színvilágának mulandóságára ugyanaz jellemző, mint a Munkácsy-festményekre, hamar bebarnulnak, besötétednek a vastag alapozás miatt, a képek életben tartása sok munkát jelent a restaurátoroknak.
Makart festői virtuozitásából és díszítő festészetéből sokat merített a 20. század elején kibontakozó szecesszió, Gustav Klimt és az ő festőbarátai, tanítványai. Tanítványai között volt Koppay József Árpád Ausztriában élő és alkotó magyar festő is.
Anyai ágon rokonságban álltak vele Mosshammer Román és Mosshammer Ottó osztrák születésű hárfások, akik később Magyarországon telepedtek le.

## Műveiből
- A pestis Firenzében Horace Landau, Firenze
- A két Abundantia-kép,[14] Neue Pinakothek, München
- Sarah Bernhardt
- Catariana Cornano Velencében, Nationalgalerie, Berlin
- V. Károly bevonulása Antwerpenbe Kunsthalle, Hamburg
- Kleopátra a hajón, Stuttgarti Múzeum
- Ariadne diadalmenete, Művészettörténeti Múzeum, Bécs
- Nessos elrabolja Dejanérát, Szépművészeti Múzeum, Budapest
- Jelmezünnep és Madame Rosa Riess, Szépművészeti Múzeum, Budapest